# Округ Греј (Канзас)
Округ Греј (енгл. Gray County) је округ у америчкој савезној држави Канзас. По попису из 2010. године број становника је 6.006. Седиште округа је град Симарон.

## Демографија
Према попису становништва из 2010. у округу је живело 6.006 становника, што је 102 (1,7%) становника више него 2000. године.
| Група             | 2000.         | 2010.         |
| Белци             | 5.231 (88,6%) | 5.050 (84,1%) |
| Афроамериканци    | 11 (0,2%)     | 26 (0,4%)     |
| Азијати           | 6 (0,1%)      | 13 (0,2%)     |
| Хиспаноамериканци | 579 (9,8%)    | 855 (14,2%)   |
| Укупно            | 5.904         | 6.006         |